# پارادوکس بردباری
پارادوکس بردباری (به انگلیسی: Paradox of tolerance) توسط کارل پوپر در سال ۱۹۴۵ میلادی توصیف شده‌است. این پارادوکس بیان می‌کند که اگر جامعه‌ای بدون محدودیت بردبار باشد، سرانجام توانایی این جامعه برای بردباری توسط افراد نابردبار از بین خواهد رفت. پوپر به این نتیجه‌گیری ظاهراً متناقض رسید که برای داشتن جامعه‌ای بردبار، جامعه باید نسبت به نابردباری نابردبار باشد.

## توضیح پارادوکس
کارل پوپر این پارادوکس را در کتاب جامعه باز و دشمنان آن توضیح داده‌است:
بردباری بی‌حد و حصر مسلماً به از میان رفتن بردباری منجر می‌شود. اگر بردباری نامحدود ما حتی آنان که نابردبار هستند را نیز در بر بگیرد، اگر ما آماده نباشیم تا از جامعه‌ای بردبار در مقابل ظهور نابردباری دفاع کنیم، آنگاه افراد بردبار و همراه آنان بردباری نابود خواهد شد. از این قاعده نباید این را دریافت که همیشه باید صحبت کردن از ایده‌های نابردبارانه را سرکوب کرد؛ تا زمانی که ما می‌توانیم با بحث منطقی با آن مقابله کنیم و با عقاید عمومی در جای خود نگهشان داریم، سرکوب کردن ناعاقلانه خواهد بود؛ ولی ما باید سرکوب کردنشان حتی با زور را حق خود بدانیم، زیرا ممکن است مشخص شود که آنان با محکوم کردن هر نوع بحثی، حاضر نیستند در جایگاه مناظره‌های منطقی با ما مواجه شوند، ممکن است دنباله‌روهای خود را از شنیدن استدلال‌های منطقی منع کنند زیرا آن را گمراه‌کننده می‌بینند و به آنان یاد دهند جواب بحث را با مشت یا گلوله بدهند. در این صورت ما باید به نام بردباری این حق را داشته باشیم تا نابردباران را تحمل نکنیم.
در سال ۱۹۷۱، فیلسوفی به نام جان رالز در کتاب نظریه‌ای در باب عدالت به این نتیجه رسید که یک جامعه با اخلاق باید نسبت به نابردبارها (تا حدی) شکیبا باشد، در غیر این صورت جامعه نابردبار و نهایتاً بی‌اخلاق خواهد شد. هر چند رولز مانند پوپر بر این نکته تأکید می‌کند که یک جامعه باید حق دفاع از خود را نیز داشته باشد که در نهایت جای اصول بردباری را می‌گیرد: وقتی بخش نابردبار جامعه به خودشان اجازه اعتراض به نابردباری را ندهند، آزادی آن‌ها باید محدود شود تا زمانی که بخش بردبار جامعه با دلیل و صداقت به این باور برسد که امنیت و آزادی خودشان در خطر نیست.
در تحقیقی در سال ۱۹۹۷، مایکل والزر این سؤال را مطرح کرد که آیا ما باید نابردبارها تحمل کنیم؟ او به این موضوع اشاره کرد که بیشتر اقلیت‌های مذهبی که از بردباری برخوردار هستند، حداقل در بعضی موارد، نابردبار هستند. در یک رژیم بردبار، چنین افرادی ممکن است یاد بگیرند که تحمل کنند یا حداقل اینطور رفتار کنند که این خصوصیت را دارا هستند.
توماس جفرسون در اولین سخنرانی برد ریاست جمهوری خود دربارهٔ مفهوم جامعهٔ بردبار، به جمله‌ای دربارهٔ کسانی که ممکن است کشور و وحدت آن را بی‌ثبات سازد، اشاره می‌کند:
آن‌ها را تنها در صورتی که مخل جامعه نیستند به عنوان نماد ایمنی جامعه، آزاد بگذارید که نشان دهد اشتباه در دیدگاه توسط جامعه تحمل می‌شود اگر دلیل آن اختلاف قابل بحث و مشاجره باشد. (به عبارتی دیگر تنها در صورتی که بت وان باآن‌ها روی عقایدشان بحث منطقی کرد باید در جامعه زندگی کنند)

## بردباری و آزادی بیان
پارادوکس بردباری در بحث تعیین حدود آزادی بیان مهم است. پوپر بیان می‌کند که قائل شدن آزادی بیان برای آنان که از آن استفاده می‌کنند تا از میان برش دارند، در خود پارادوکس دارد. به گفته مایکل روزنفلد: 
به نظر تناقض‌برانگیز می‌رسد که آزادی بیان را به افراط‌گرایانی بسط دهیم که اگر بتوانند، آزادی بیان افرادی که با آنان موافق نیستند را با خشونت سرکوب خواهند کرد.
 وی همچنین به تفاوت‌های جوامع دموکرات اروپای غربی و ایالات متحده آمریکا در تحمل سخنان نفرت‌پراکنانه اشاره می‌کند.

## خودبرتربینی جمعی و نابردباری
رابطه بین نابردباری و خودبرتربینی جمعی (حالتی که فرد فقط با کسانی معاشرت می‌کند که دارای خصوصیات و افکار مشابه اش هستند) زمانی مشخص می‌شود که یک فرد بردبار تازه‌وارد، با یک دو راهی مواجه می‌شود. اینکه در یک جمع غیر مشابه یک رابطه مثبت با یک فرد بردبار (دارای خط قرمزهای کم‌رنگ و وسیع) برقرار کند یا یک رابطه مثبت با عضو غیر بردبار آن جمع (دارای خط قرمزهای کوچک و پررنگ). در حالت اول فرد نابردبار داخل تیم ارتباط ایجاد شده بین بردبار داخل تیم و بردبار تازه‌وارد را قبول نمی‌کند که موجب می‌شود یک ارتباط منفی بین آن فرد نابردبار و بردبارها ایجاد شود، در حالی که در سناریوی دوم فرد نابردبار است که ارتباط منفی را با بردبار داخل تیم شروع می‌کند و به سراغ ارتباط مثبت با عضو تازه‌وارد می‌رود. نتیجه نهایی این دو راهی این است که به دلیل وجود فرد نابردبار در تیم، هیچ‌وقت این ارتباط ۳ نفره رخ نخواهد داد و فرد تازه‌وارد دیر یا زود یکی از آن دو فرد را از دست خواهد داد.
این شکل نشان می‌دهد که رابطه‌های سه نفره چگونه به تعادل می‌رسند. خط‌های تو پر رابطه‌های دوستانه و خط چین‌ها نشان دهندهٔ رقیبان هستند.
شکل بالا سمت چپ ورود یک تازه‌وارد که ارتباطی با دو فرد رقیب ندارد طبق دو راهی تحمل که بالاتر توضیح داده شد در نهایت می‌تواند تنها با یکی از آن‌ها ارتباط دوستانه داشته باشد.
شکل پایین نشان می‌دهد اگر فردی با دو عضو گروه ارتباط دوستانه داشته باشد و آن دو ارتباط منفی داشته باشند در نهایت طبق حالت p آن دو عضو بردبار خواهند بود و رابطه دوستانه ۳ نفره ایجاد می‌شود یا مانند حالت 1-p یکی از آن دو دوست را به دلیل نابردباری یکی از آن‌ها از دست خواهد داد و به تعادل حالت ۱ می‌رسند.
شکل سمت راست نشان می‌دهد با زیاد شدن تعداد افراد به هفت نفر طبق گفته‌های بالا روابط در دو گروه متضاد هم به تعادل خواهد رسید.
در نتیجه وجود افراد نابردبار در گروه باعث می‌شود که ارتباط تمامی اعضا، اگر آن عضو را در گروه تحمل کنند از هم پاشیده شود (حتی با اعضای بردبار دیگر).